# دیماجانکش
دیماجانکش، روستایی از توابع بخش رانکوه شهرستان املش در استان گیلان ایران است.

## جمعیت
این روستا در دهستان کجید قرار دارد و براساس سرشماری مرکز آمار ایران در سال ۱۳۸۵، جمعیت آن ۲۰۵ نفر (۵۶ خانوار) بوده‌است.
شغل اصلی مردم روستا کشاورزی و دامداری است.
محصولات کشاورزی روستا: فندق (منبع اصلی درآمد مردم)، گردو، گل گاوزبان، گندم، جو، عدس، لوبیا، سیب زمینی، و…
دام‌ها: گاو، گوسفند، بز، اسب، قاطر، خر.
طبیعت روستا: قسمت شرقی روستا باغ‌های فندق وجود دارد و در قسمت غربی مزارع گندم و جو.
آب کشاورزی روستا از رودخانه تأمین می‌شود.
آب شرب روستا از چشمه‌ای در ارتفاعات نفت‌خانی تأمین می‌شود.
جادهٔ روستا خاکی است.
یک مدرسه و مسجد دارد.
درمانگاه ندارد.